# نهج القصبة
نهج القصبة هو أحد أهم أنهج مدينة تونس العتيقة، وهو ينطلق من ساحة القصبة غربا إلى باب البحر شرقا، ويمتاز بتعرجاته ويمر بعدد من معالم المدينة ومن أهمها قصر الحكومة بالقصبة وجامع حمودة باشا، وكان خلال الفترة الاستعمارية يأوي عددا من مكاتب الوكلاء أو المحامين التونسيين بحكم تقاطعه مع نهج سيدي بن عروس الذي توجد به محكمة الوزارة. وتكثر بهذا النهج المتاجر، ومن الأسواق التي تفضي إليه سوق النحاسين.